# Hamri
Hamri è un comune dell'Algeria, situato nella provincia di Relizane.